# John Mann (baron Mann)
 (février 2017).
Si vous disposez d'ouvrages ou d'articles de référence ou si vous connaissez des sites web de qualité traitant du thème abordé ici, merci de compléter l'article en donnant les références utiles à sa vérifiabilité et en les liant à la section « Notes et références ».
John Mann, né le 10 janvier 1960 à Leeds, est un homme politique britannique indépendant qui est conseiller du gouvernement sur l'antisémitisme et siège à la Chambre des lords. Avant d'obtenir une pairie, il est député pour la circonscription de Bassetlaw des élections générales de 2001 jusqu'au 28 octobre 2019.
John Mann a fait partie du Treasury Select Committee (en). Il est auparavant le secrétaire privé parlementaire (SPP) de Tessa Jowell et Richard Caborn. John Mann est également un militant de premier plan contre l'antisémitisme. Le 7 septembre 2019, il annonce qu'il ne se présenterait pas en tant que député aux élections générales suivantes et occuperait plutôt à plein temps son rôle de conseiller indépendant du gouvernement sur l'antisémitisme, au ministère du Logement, des Collectivités et des Gouvernements locaux, auquel il a été nommé le 23 juillet 2019.
Le 9 septembre 2019, John Mann est nommé pair à vie et membre de la Chambre des lords par l'ancienne Première ministre Theresa May dans sa liste d'honneurs de démission. Il démissionne de son siège à la Chambre des communes le 28 octobre. Il n'est pas affilié à un parti politique à la Chambre des Lords tout en maintenant son appartenance au Parti travailliste.

## Biographie
Mann est le fils de Brenda (née Cleavin) et de James Mann. Il fréquente la Waterloo Infants School et la Pudsey Waterloo Junior School de Pudsey, dans le Yorkshire, puis remporte une bourse du County Council de la Bradford Grammar School. Il est titulaire d'un diplôme en économie de l'université de Manchester et d'un diplôme en gestion de la formation.
Actif au sein du Parti travailliste depuis sa jeunesse (Pudsey South Labour Party), il est auparavant conseiller dans le borough londonien de Lambeth. Il est président de l'Organisation nationale des étudiants du Parti travailliste en 1983 et 1984 et, par conséquent, membre du Comité exécutif national du Parti travailliste. Il co-écrit un tract de la Fabian Society sur l'organisation de l'aile jeunesse du Parti travailliste, qui forme la base de la réorganisation ultérieure de l'aile jeunesse par Tom Sawyer pour réduire l'influence de la Militant tendency.
Avant d'entrer au Parlement, il travaille pour l'Amalgamated Engineering and Electrical Union (en) en tant que responsable de la recherche et de l'éducation et en tant que responsable national de la formation au Trades Union Congress (TUC) National Education Centre dans le nord de Londres (aujourd'hui disparu). Mann est dirigeant syndical national pour les élections générales de 1997. Il participe également à la gestion d'une entreprise familiale organisant des conférences internationales, de la traduction, de la location de microphones et des systèmes de son, parallèlement à son travail dans les syndicats.